# Бібліотечний полісмен
«Бібліотечний полісмен» (англ. The Library Policeman) — повість Стівена Кінга, що входить до збірки «Чотири після півночі».
За сюжетом, чоловік Сем Піблз дізнається про «бібліотечного полісмена», що карає дітей за неповернення вчасно книг. Згодом він розуміє, що це не просто персонаж, а реальна сила, з якою він уже зустрічався в дитинстві.

## Сюжет
Сема Піблза просять виступити з промовою в місцевому клубі «Ротарі». Офісний службовець Наомі Гіггінс направляє його до громадської бібліотеки, щоб пошукати книги, які можуть згодитися в написанні промови. У бібліотеці Піблз отримує бібліотечний квиток і допомогу в пошуку книг від літньої бібліотекарки Арделії Лорц. Помітивши серію тривожних плакатів у дитячому відділі, включно з одним, на якому зображений страхітливий «бібліотечний полісмен», він обговорює їхню доречність з Арделією. Потім Арделія попереджає, що книги потрібно повернути вчасно, інакше їй доведеться покликати «бібліотечного полісмена».
Завдяки книгами промова Піблза чудово вдається, але Наомі повідомляє Сему, що Арделія Лорц померла вже багато років тому. Арделія, бувши молодою жінкою, покінчила життя самогубством у 1960 році після вбивства двох дітей і заступника місцевого шерифа. Книги випадково знищуються, і грізний бібліотечний полісме тероризує Сема в його будинку. Через Наомі Сем знайомиться з Дейвом «Брудним Дейвом» Дунканом, колишнім художником-алкоголіком і в минулому коханцем Арделії. Зі спогадів Дейва Сем дізнається, що Арделія — це не людина, а  ганконер, істота, яка харчується страхом, і що Дункан іноді допомагав їй харчуватися страхом дітей. Дейв вважає, що Арделія прагне помститися та знайти  господаря.своєму нащадкові (ганконери розмножуються личинками,яких підсаджують у чужі тіла,а Арделія якраз на чужому страху вирощувала нащадка) Поки тріо намагається зупинити повернення Арделії, Сем пригадує пригнічений спогад: чоловік, який називав себе «бібліотечним полісменом», зґвалтував Сема в дитинстві і погрожував йому, коли той жив у Сент-Луїсі. Однак новий бібліотечний полісмен — це не просто образ людини з минулого Сема, а й утілення Арделії, яка хоче, щоб Сем став  господарем. її нащадка.
Дейв гине, захищаючи Сема та Наомі від Арделії. Сем і Наомі перемагають бібліотечного полісмена/Арделію, лише для того, щоб виявити, що Арделія вже приліпила до шиї  Наомі нащадка і от-от нащадок вторгнеться у мозок дівчини.. Сем знімає істоту з шиї Наомі і знищує її під колесами поїзда, що проїжджав повз.